# Libidine
Pour plus de détails, voir Fiche technique et Distribution.
Libidine est un film de science-fiction horrifique italien de Raniero Di Giovanbattista sorti en 1979.

## Synopsis
Le professeur Vaser, un savant fou, tente une expérience scientifique : introduire le métabolisme des reptiles dans les êtres humains. Selon lui, cela garantirait la fin de la faim dans le monde, puisque les serpents ont besoin de très peu de nourriture pour survivre. L'expérience échoue et plusieurs personnages meurent, dont sa femme et son amant, tandis que sa fille Anna revient vivre dans leur résidence et se livre à des relations érotiques avec des serpents.

## Fiche technique
- Titre original : Libidine[1]
- Réalisation : Raniero Di Giovanbattista (sous le nom de « Jonas Rainer »)
- Scénario : Raniero Di Giovanbattista, Benedetto Conversi
- Photographie : Riccardo Pallottini (it)
- Montage : Connie Cleef
- Musique : Stelvio Cipriani
- Décors : Elio Micheli
- Production : Benedetto Conversi
- Sociétés de production : Una Cinecooperativa
- Format : Couleur par Telecolor - 1,85:1 - 35 mm
- Pays de production :  Italie
- Langue de tournage : italien
- Genre : film de science-fiction horrifique, film érotique
- Durée : 90 minutes
- Dates de sortie : 
  - Italie : 4 septembre 1979

## Distribution
- Cinzia De Carolis : Anna
- Marina Hedman (sous le nom de « Marina Frajese ») : Carla, épouse du professeur Vaser
- Luigi Casellato (it) : Prof. Gianni Vaser
- Francesco Parisi : Fred, factotum du professeur Vaser
- Mauro Vestri (it) : assistant du professeur Vaser
- Ajita Wilson : Mary